# Radwanów (województwo lubuskie)
Radwanów – wieś w Polsce położona w województwie lubuskim, w powiecie nowosolskim, w gminie Kożuchów.
W latach 1975–1998 miejscowość położona była w województwie zielonogórskim.

## Zabytki
Do wojewódzkiego rejestru zabytków wpisane są:
- zespół dworski, z początku XIX wieku:
  - ruina dworu
  - czworak
  - budynek gospodarczy
  - park
- dwór II, z połowy XIX wieku.

## Demografia
Liczba mieszkańców miejscowości w poszczególnych latach:
| Rok  | Liczba mieszkańców |
| ---- | ------------------ |
| 1998 | 417                |
| 2002 | 436                |
| 2009 | 465                |
| 2011 | 451                |
| 2021 | 411                |

Od 1998 do 2021 liczba mieszkańców Radwanowa zmniejszyła się o 1,4%.